# Tibetansk kirsebær
Tibetansk kirsebær (Prunus serrula) er et lille, løvfældende træ eller en stor busk med en tætgrenet, uregelmæssig og rundagtig krone. Hovedgrenene er tragtformet oprette. 

## Beskrivelse
Barken er først fint håret med en rødlig lysside og en grøn skyggeside. Senere bliver den skinnende mahognibrun (rødbrun) med lyse, tværgående bånd af barkporer. Gamle stammer kan få en grå, opsprækkende bark. Knopperne er spredtstillede, tiltrykte og ægformede, spidse og brune. 
Bladene er smalt elliptiske med fint savtakket rand og lang spids. Oversiden er mørkegrøn, mens undersiden er lysegrøn med en kraftig, hvidlig midterribbe. Blomstringen sker i maj, hvor blomsterne findes siddende 2-3 sammen på kortskud. De enkelte blomster er regelmæssige og 5-tallige med hvide kronblade. Frugterne er røde, ovale stenfrugter .
Rodnettet er hjerteformet med kraftige hovedrødder. Planten forhandles dog næsten altid podet på fuglekirsebær, hvis rodnet den overtager. 
Højde x bredde og årlig tilvækst: 8 x 6 m (30 x 20 cm/år).

## Hjemsted
Planten har sin naturlige udbredelse i det vestlige Kina, inklusive Sichuan og Tibet, hvor den findes på græsskråninger, i skovklædte kløfter og i skovbryn i 1.200-4.000 m højde. Her findes den sammen med bl.a. kinesisk etageprimula, kongelilje, papirbarkløn, Rhododendron williamsianum og sargentrøn
| Portal | Portal:Botanik |